# Coluzea eastwoodae
Coluzea eastwoodae is een slakkensoort uit de familie van de Turbinellidae. De wetenschappelijke naam van de soort is voor het eerst geldig gepubliceerd in 1971 door Kilburn.